# Епархия Баттикалоа
Епархия Баттикалоа (лат. Dioecesis Batticaloaensis) — епархия Римско-Католической церкви с центром в городе Баттикалоа, Шри-Ланка. Епархия Батиикалоа входит в митрополию Коломбо. Кафедральным собором епархии Баттикалоа является церковь Святой Марии.

## История
3 июля 2012 года Римский папа Бенедикт XVI учредил епархию Баттикалоа после разделения на две части епархии Тринкомали-Баттикалоа (сегодня — Епархия Тринкомали).

## Ординарии епархии
- епископ Joseph Ponniah (3.07.2012 — по настоящее время).

## Источник
- Объявление об учреждении епархии  (итал.)